# Darius van Driel
Darius van Driel (Leidschendam, 2 juni 1989) is een Nederlands golfer. Hij is lid van de Noordwijkse Golfclub.

## Amateur
Van Driel begon te golfen op 11-jarige leeftijd. Tijdens zijn junior and amateurloopbaan, tot eind 2014, won hij het Nederlands Nationaal Kampioenschap (NK) Strokeplay Jongens t/m 18 jaar (2007) en het NK Strokeplay Jongens t/m 21 jaar (2010). Hij won ook het NK Strokeplay Open in 2008 en mocht daarom meedoen in de KLM Dutch Open 2008, waar hij eindigde als 2de Nederlandse Amateur. Hij werd geselecteerd als lid van de Nederlandse ploeg voor de Europese Landenteams Kampioenschappen Amateurs in 2007 en 2010. Tijdens zijn amateurjaren nam hij ook de tijd om een bachelor in Economie en Sportmarketing aan de Johan Cruyff Institute te behalen. In 2013 won hij het NK Matchplay en in 2014, zijn laatste jaar als amateur, eindigde hij als tweede in de Lytham Trophy en werd hij nog een keer geselecteerd als lid van de Nederlandse ploeg voor de Europese Landenteams Kampioenschappen Amateurs. Hij rondde zijn amateurloopbaan af met een tweede plaats in de Qualifying School voor het seizoen 2015 van de Alps Tour, een satellite-wedstrijdcircuit van de Europese PGA Tour.

## Professional

### 2015-2019
In 2015, zijn eerste jaar als professional, speelde van Driel in de Alps Tour. Met één overwinning, en vijf keer een tweede plaats won hij de 2015 Alps Tour Order of Merit. Als de 2015 Alps Tour kampioen promoveerde van Driel automatisch tot de Europese Challenge Tour 2016.
In 2016, met één tweede plaats en vijf andere top-10-plaatsen kwam van Driel op de 34e plaats in de 2016 Challenge Tour Order of Merit om zo zijn plek in the 2017 Challenge Tour zeker te stellen. Eind november, samen met Joost Luiten vertegenwoordigde hij Nederland in de World Cup of Golf in Melbourne (Australië). Het Nederlandse team eindigde T17 op 8 under par.
In 2017, in een jaar waarin hij kampte met kleine rugklachten eindigde van Driel op plek 91 in de 2017 Challenge Tour ranglijst.
In 2018, in de Euram Bank Open in Oostenrijk, boekte van Driel zijn eerste Challenge Tour overwinning en de eerste overwinning van een Nederlandse golfer op de Challenge Tour in 5 jaar. Hij eindigde op plaats 34 in de eindejaars Challenge Tour ranglijst.
In 2019, zijn vierde seizoen op de Challenge Tour, won van Driel de Rolex Trophy. Met 6 andere top-10 posities bereikte hij de 13de plaats in de 2019 Order of Merit, en dus promoveerde hij direct naar de Europese PGA Tour 2020 in Categorie 14. Hij speelde ook in vier toernooien van de main Europese Tour, met een beste resultaat van 2de in de Belgian_Knockout.
Hij werd in December gekozen tot de Nederlandse Golfer van het jaar.

### 2020
In een seizoen verstoord door de Coronapandemie eindigde van Driel op plaats 157 in de Europese PGA Tour eindejaars ranglijst.

### 2021
Omdat de 2019 rangschikking nog een jaar werd gehandhaafd ivm de Coronapandemie, speelde van Driel zijn 2de seizoen van de European Tour ook in Categorie 14. Met één 2de plek , in de Porsche European Open , 3de plaats in de Dutch Open en drie andere top-10’s, eindigde van Driel 97de in de Race to Dubai 2021 ranglijst., en verdiende hij een volle Tourkaart in Categorie 10 for 2022.

### 2024
Vna Driel wist op zondag 25 februari 2024 voor het eerst een toernooi op de Europese tour weten te winnen. De golfer was de beste op het Kenya Open en verdiende met zijn zege zo'n 392.000 euro. Van Driel ging na elke van vier ronden aan kop in Nairobi. Van Driel is na Rolf Muntz, Robert-Jan Derksen, Maarten Lafeber en Joost Luiten de vijfde Nederlander die een toernooi op de Europese tour wint.

## Gewonnen

### Amateur
- 2007 NK Jongens t/m 18 Strokeplay
- 2008 NK Open Strokeplay
- 2010 NK Jongens t/m 21 Strokeplay
- 2013 NK Matchplay
- 2013 NK Foursomes (with Bernard Geelkerken)

### Professional
Challenge Tour
| Nr. | Datum       | Tour            | Uitslag               | Marge van de overwinning | Runners-up     |
| --- | ----------- | --------------- | --------------------- | ------------------------ | -------------- |
| 1   | 29 Jul 2018 | Euram Bank Open | −17 (70-64-62-67=263) | 1 stroke                 | David Law      |
| 2   | 24 Aug 2019 | Rolex Trophy    | −23 (68-70-63-64=265) | 1 stroke                 | Cormac Sharvin |

### Europese Tour winst
| Nr. | Datum       | Tour       | Uitslag               | Marge van de overwinning | Runners-up             |
| --- | ----------- | ---------- | --------------------- | ------------------------ | ---------------------- |
| 1   | 25 feb 2024 | Kenya Open | −14 (66-69-68-67=270) | 2 strokes                | Joe Dean, Nacho Elvira |

Alps Tour
- 2015 Open International du Marcilly

Andere
- 2015 NK Open Strokeplay
- 2016 Duinzicht Invitational
- 2018 Duinzicht Invitational

## Teams
Amateur
- 2007 Europese Landenteams Kampioenschappen Amateurs (voor Nederland)
- 2010 Europese Landenteams Kampioenschappen Amateurs (voor Nederland)
- 2014 Europese Landenteams Kampioenschappen Amateurs (voor Nederland)
- 2014 St Andrews Trophy (voor Europa)

Professional
- 2016 World Cup of Golf (voor Nederland)